# Jean Saussac
 (mars 2013).
Si vous disposez d'ouvrages ou d'articles de référence ou si vous connaissez des sites web de qualité traitant du thème abordé ici, merci de compléter l'article en donnant les références utiles à sa vérifiabilité et en les liant à la section « Notes et références ».
Jean Saussac  dit « le Shérif », né le 28 février 1922 à Paris et mort le 13 février 2005 à Aubenas, est un artiste peintre et décorateur de théâtre et de cinéma français.

## Biographie
Jean Saussac interrompt ses études de lettres et s'engage dans la Résistance pendant la Seconde Guerre mondiale.
Dès 1943, il commence à peindre et en 1948 se consacre entièrement à la peinture. Il enseigne le dessin à Montélimar et créé un atelier de peinture à Aubenas. Il est également journaliste au Midi rouge.
Il réalise de nombreux décors de théâtre notamment ceux de Oncle Vania pour Gabriel Monnet, de Tchekhov, des Coréens de Michel Vinaver, de La Cerisaie de Tchekhov, de La Tempête de Shakespeare, du Don Juan de Molière et des Revenants d'Ibsen.
Au cinéma, il réalise les décors des films Les Grandes Gueules (1965), Le Secret (1974) et Le Vieux Fusil (1975), puis devient membre du jury des Césars.
Il adhère très jeune au Parti communiste et est élu maire d'Antraigues-sur-Volane de 1965 à 1977. Le village est fréquenté par de nombreux artistes comme Jacques Brel, Lino Ventura, Pierre Brasseur, Claude Nougaro, Alexander Calder, Allain Leprest, Francesca Solleville, Isabelle Aubret et Jean Ferrat. Celui-ci se fixe définitivement dans le village et devient adjoint au maire chargé de la culture.
Afin de faire participer les habitants, il leur demande de réaliser en pouzzolane, roche volcanique tendre, des visages sculptés dans les murs de l'église et des maisons de la ruelle aux Cents sculptures.
Il réalise des fresques dans la chapelle de Montpezat-sous-Bauzon et en 2002, il commence un polyptyque le Lièvre bleu, dans la salle des fêtes de la mairie de Cruas qu'il termine juste avant de mourir le 13 février 2005.
Deux de ses tableaux sont exposés à la mairie de Le Teil.